# José de Jesus Filho
José de Jesus Filho (Araguari, 8 de dezembro de 1927 — Brasília, 31 de dezembro de 2021) foi um advogado, ex-político brasileiro e ex-ministro do Superior Tribunal de Justiça. Ele é pai de José Perdiz, auditor do STJD e interventor nomeado da CBF entre dezembro de 2023 e janeiro de 2024.

## Carreira
Foi nomeado  juiz federal no Estado de Goiás em 14/03/1967. Em 1986 assumiu uma das cadeiras do antigo Tribunal Federal de Recursos. Com o advento da Constituição Federal de 1988, passou a fazer parte do corpo de ministros do Superior Tribunal de Justiça. Aposentou-se em 30/06/1997. No STJ integrou a segunda turma, que trata de direito público, bem como a primeira seção, onde chegou a presidi-la.
Foi ministro interino da Justiça no governo Fernando Henrique Cardoso, de 1 a 7 de abril de 1998.
Morreu em 31 de dezembro de 2021, aos 94 anos.